# Madan (Samudera)
Madan is een bestuurslaag in het regentschap Aceh Utara van de provincie Atjeh, Indonesië. Madan telt 524 inwoners (volkstelling 2010).